# Guy des Cars
Pour les articles homonymes, voir Cars.
Pour les autres membres de la famille, voir Maison de Pérusse des Cars.
Guy des Cars est un écrivain français, né le 6 mai 1911 dans le 16e arrondissement de Paris et mort le 21 décembre 1993 dans le 13e arrondissement de la même ville.
Entre 1941 et 1992 il a publié une soixantaine de romans.

## Biographie

### Naissance et famille
Issu de la noblesse française, il est le fils de François de Pérusse, duc des Cars (1875-1941), et de Maria Teresa Edwards (1879-1941), son épouse, elle-même fille d'Agustín Edwards Ross (en).
Guy des Cars s'est marié à trois reprises :
- le 17 avril 1934, il épouse à Nancy Marie Geneviève Françoise Vilgrain (1914-2004), petite-fille de Louis Antoine Vilgrain, PDG des Grands moulins Vilgrain de Nancy, et d'Étienne Antoine Joucla-Pelous, dont il divorce en 1938. Elle se remarie avec Roger Gérard ;
- le 19 février 1942, il épouse à Nice Denise Jacqueline Jourdan (1922-1996), citoyenne monégasque, dont il divorce le 21 décembre 1946 ;
- le 12 mai 1947, il épouse à Paris Marthe Claquin (1912-1999), connue sous le nom de scène de Marta Labarr, actrice, artiste lyrique et dramatique et mère de Jean des Cars[2], journaliste et auteur spécialisé dans les ouvrages historiques.

Il fut l'un des propriétaires du château de Sourches à Saint-Symphorien (Sarthe), dont sa famille a hérité en 1845.
En 1940, au début de la Seconde Guerre mondiale, le château de ses parents abrite des objets des collections du musée du Louvre dans ses vastes caves voûtées. Guy des Cars affirmera que cette expérience a été forte dans sa construction d'Académicien.

### Formation
Guy des Cars fait ses études chez les jésuites, entre autres, au collège Saint-François-de-Sales (Évreux), où il entre à l'âge de 7 ans ; il en sort à 16. Entre-temps, il est renvoyé six fois. Ses maîtres disent de lui : « Brillant esprit, mauvais élève. »

### Carrière
À 19 ans, il part pour le Chili pour mettre fin à une aventure galante et, lors de son retour en France, il écrit une comédie de boulevard, la Croisière pour dames seules. Il embrasse alors la carrière de journaliste. À 28 ans, il est rédacteur en chef du Jour.
En juin 1936, il est mandaté par l'organisation nationaliste des Jeunes de France pour prendre la parole dans un meeting organisé par le Comité national de vigilance de la Jeunesse à Paris sous la présidence d'Abel Bonnard. On le présente comme rédacteur en chef de Savez-Vous ?.
Lieutenant dans le 102e régiment d'infanterie qui a participé à la bataille de l’Ailette, il reçoit la croix de guerre pour sa conduite au front. Après la défaite de 1940, il se retire dans le Midi, où il écrit son premier roman L’Officier sans nom, un livre de guerre qui reçoit le prix Goncourt de la zone libre en 1941.
À ses débuts, il signe sous le nom de "Synovie" la rubrique "Les épanchements", courrier du cœur parodique, dans le Canard enchaîné.
Il a écrit de nombreux romans qui ont eu un grand succès, dont L’Impure, La Brute, La Dame du cirque, Le Château du clown, Les Filles de joie, Le Faussaire, L’Envoûteuse, La Justicière, L’Entremetteuse, La Maudite.
L’Académie française lui décerne le prix Max-Barthou en 1951 pour La Brute.
En 1962, il est élu directeur de l'Académie du Maine. En 1974, il publie un récit en forme de confession autobiographique, à diffusion plus confidentielle, sous le titre : J'ose.
Guy des Cars fut également un grand amoureux des arts du cirque (et secrétaire général du cirque Pinder en 1942). En 1980, il participe avec Yves Mourousi, Francis Fehr, Christian Boner et Jean-Pierre Thiollet à la création de l'association de la presse, du music-hall et du cirque (PAVDEC-Presse associée de la variété, de la danse et du cirque) que présida Jacqueline Cartier et qui, avec le soutien amical de Pierre Cardin et d'autres personnalités parisiennes, a joué un rôle notable tout au long des années 1980 et jusqu'au milieu des années 1990.
Rattachant ses œuvres à la catégorie du « roman de gare », ouvrage distrayant et superficiel, certains critiques littéraires l'avaient surnommé « Guy des Gares ».
Il meurt le 21 décembre 1993 dans les bras de son fils Jean. L'Humanité souligne : « Guy des Cars s'était fait une spécialité des malheurs, déviations ou handicaps du genre humain : meurtriers, lesbiennes, sourds-muets ou paralytiques. Il en avait fait une recette, dont l'efficacité - à défaut de qualité littéraire - a fait ses preuves: il a réalisé des ventes exceptionnelles tout au long de sa carrière. Ainsi, dans la seule collection « J'ai lu », il a vendu plus de 32 millions d'exemplaires, et ses romans ont été traduits dans 21 langues ».
Il est inhumé au cimetière de Hautefort en Dordogne,.

## Œuvre

### Romans

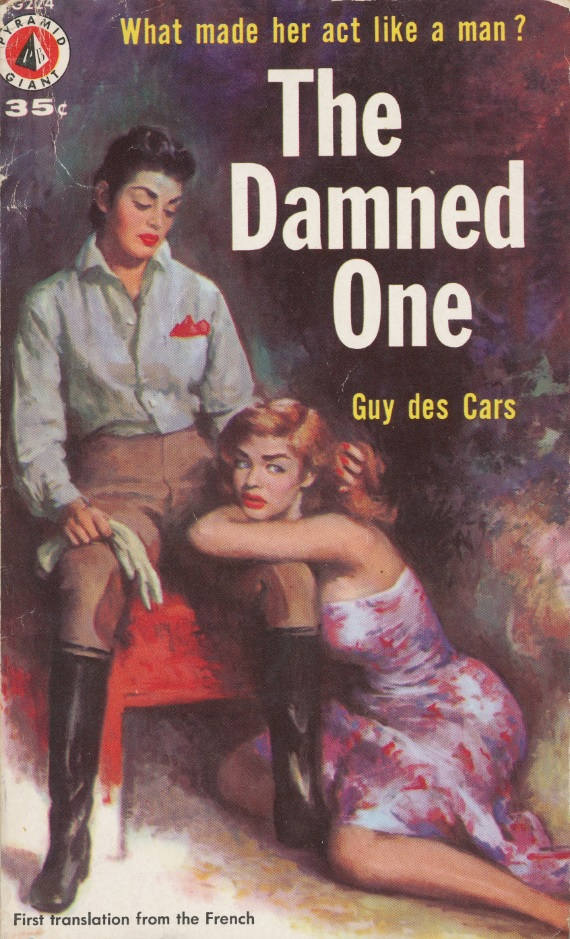
Couverture de l'édition américaine de La Maudite

Les romans de Guy des Cars ont été réédités à de nombreuses reprises. Seules les rééditions notables sont mentionnées.
- 1941 : L'Officier sans nom (Fayard) ; version définitive en 1955 (Flammarion)
- 1942 : La Dame du cirque (Fayard)
- 1945 : Le Maître d'œuvre (Flammarion) ; version définitive sous le titre de La Cathédrale de haine en 1956 (Jeheber)
- 1946 : L'Impure (Flammarion)
- 1946 : Contes bizarres (Michel Vittonato)
- 1947 : Les Sept Femmes (Le Bateau ivre) ; version définitive en 1964 (Flammarion)
- 1948 : La Demoiselle d'Opéra (La Couronne)
- 1951 : La Brute (Flammarion)
- 1952 : La Corruptrice (Flammarion)
- 1952 : Le Boulevard des Illusions (Amiot-Dumont)
- 1953 : L'Amour s'en va-t-en guerre (Flammarion)
- 1954 : La Maudite (Raoul Solar)
- 1956 : Amour de ma vie (Flammarion)
- 1957 : La Tricheuse (Flammarion)
- 1958 : Le Château de la Juive (Flammarion)
- 1959 : Les Filles de joie (Flammarion)
- 1960 : Cette étrange tendresse (Flammarion)
- 1961 : Le Grand Monde (Flammarion) ; souvent réédité en deux tomes, (1) L'Alliée et (2) La Trahison
- 1963 : Sang d'Afrique (Flammarion) ; souvent réédité en deux tomes, (1) L'Africain et (2) L'Amoureuse
- 1966 : L'Habitude d'amour (Flammarion)
- 1967 : De toutes les couleurs (Flammarion) ; plus tard Un faussaire, de toutes les couleurs puis Le Faussaire, de toutes les couleurs
- 1967 : La Vie secrète de Dorothée Gindt (La Pensée moderne)
- 1968 : La Révoltée (Flammarion)
- 1969 :  La Vipère (Flammarion) ; suite de Le Grand Monde
- 1970 : L'Entremetteuse (Plon)
- 1971 : Une certaine dame (Flammarion)
- 1972 : L'Insolence de sa beauté (Flammarion)
- 1973 : Le Donneur (Flammarion)
- 1974 : La Coupable (Plon)
- 1974 : Le Mage et la Boule de cristal (Flammarion)
- 1974 : Le Mage et le Pendule (Flammarion)
- 1975 : L'Envoûteuse (Flammarion)
- 1976 : Le Mage et les Lignes de la main (Flammarion)
- 1976 : Le Mage et la Bonne aventure (Flammarion)
- 1977 : Le Château du clown (Plon)
- 1978 : La Justicière (Plon)
- 1978 : Le Mage et la Graphologie (Flammarion)
- 1979 : La Femme qui en savait trop (Plon)
- 1981 : La Femme sans frontières (Plon)
- 1982 : La Vengeresse (Plon)
- 1983 : Le Crime de Mathilde (Flamme)
- 1984 : Le Faiseur de morts (Mercure de France)
- 1984 : La Voleuse (Flamme)
- 1985 : Je t'aimerai éternellement (Flamme)
- 1986 : La Mère porteuse (Favre)
- 1987 : L'Homme au double visage (Flamme)
- 1988 : La Femme-objet (Flamme)
- 1989 : L'Amoureuse (Michel Lafon) ; à ne pas confondre avec le deuxième tome de Sang d'Afrique
- 1990 : La Femme d'argent (Michel Lafon)
- 1991 : La Visiteuse (Flamme)
- 1992 : L'Amant imaginaire (Michel Lafon)
- 1993 : La Tueuse (Flamme)

### Écrits autobiographiques
- 1945 : Mémoires d'un jeune (Fayard)
- 1965 : De cape et de plume, roman vécu (Flammarion)
- 1974 : J'ose, confidences que je n'ai pu faire qu'à mon fils (Stock)
- 1987 : Le Tourbillon, roman vécu (Carrère)

### Essais et récits
- 1965 : Les Rois de cœur (Robert Laffont) ; titre de couverture Les Rois de cœur de Roumanie
- 1979 : Les Reines de cœur (Perrin) ; plus tard Les Reines de cœur de Roumanie
- 1989 : Le Fabuleux Roman du Lido de Paris (Atlas)

### Jeunesse
- 1944 : Toni, roi du cirque (Marcus)
- 1945 : Mon ami Touche-à-Tout (Nouvelles Presses Françaises)
- 1969 : Le Train du père Noël (Flammarion)

## Adaptations cinématiques
- 1954 : The Green Scarf (en), de George More O'Ferrall
- 1962 : Filles de joie (Bajo un mismo rostro), de Daniel Tinayre
- 1985 : Le Crime de Mathilde, de Jean-Paul Carrère, feuilleton en 10 épisodes
- 1986 : Le Faiseur de mort, de Jean-Paul Carrère, feuilleton en 5 épisodes
- 1987 : La Brute, de Claude Guillemot
- 1987 : La Tricheuse, de Joyce Buñuel, téléfilm
- 1990 : L'Homme au double visage, de Claude Guillemot
- 1991 : L'Impure, de Paul Vecchiali, téléfilm
- 1994 : La Corruptrice, de Bernard Stora, téléfilm
- 1996 : La Dame du cirque, de Igaal Niddam
- 2015 : Une Mère en trop, de Thierry Petit